# Passami il sale
Passami il sale è un romanzo autobiografico di Clara Sereni, pubblicato da Rizzoli nel 2002 e vincitore del Premio Grinzane Cavour nel 2003.
Nel libro l’autrice rievoca l'esperienza di vicesindaco narrando le difficoltà di coniugare il ruolo di madre di un figlio disabile con l'incarico politico in un ambiente prettamente maschile.